# Menticirrhus americanus
Menticirrhus americanus Linnaeus, 1758, conhecido pelos nomes comuns de betara ou judeu, é uma espécie de peixe teleósteo perciforme da família dos cienídeos. Tais animais chegam a medir até 50 cm de comprimento, contando com um corpo de dorso variando entre cinzento claro e escuro, com manchas escuras. Também podem ser chamados de boca-de-rato, carametara, caramutara, corvina-cachorro, embetara, judeu, papa-terra, papa-terra-de-assovio, papa-terra-de-mar-grosso, perna-de-moça, pescada-cachorro, pirá-siririca, pomba-de-mulata, sambetara, siririca, tambetara, tametara, tembetara e tremetara.